# Estación de Torrijo del Campo
Torrijo del Campo es un apeadero ferroviario con parada facultativa situado en el municipio español homónimo en la provincia de Teruel, comunidad autónoma de Aragón. Cuenta con servicios de media distancia operados por Renfe. 

## Situación ferroviaria
Está situada en el punto kilométrico 70,7 de la línea 610 de la red ferroviaria española que une Zaragoza con Sagunto por Teruel, entre las estaciones de Caminreal-Fuentes Claras y de Monreal del Campo. El kilometraje se corresponde con el histórico trazado entre Calatayud y Valencia, tomando la primera como punto de partida. 
El tramo es de vía única y está sin electrificar. Se halla a 932 metros de altitud.

## Historia
La estación fue puesta en servicio el 1 de julio de 1901 con la apertura del tramo Calatayud-Puerto Escandón de la línea Calatayud-Valencia. Las obras corrieron a cargo de la Compañía del Ferrocarril Central de Aragón. En 1941, con la nacionalización de la totalidad de la red ferroviaria la estación pasó a ser gestionada por RENFE. 
Desde el 31 de diciembre de 2004 Adif es la titular de las instalaciones.

## La estación
La estación no cuenta con edificación alguna. Únicamente posee un refugio acristalado y un panel informativo que contiene los horarios de la línea. Está adaptado a usuarios con discapacidad al haber recrecido y renovado el andén. Posee una plaza de aparcamiento para usuarios con discapacidad y varias plazas más, en cordón. El conjunto se halla a escasos metros del casco urbano, del que sólo le separa una calle.

## Servicios ferroviarios

### Media distancia
En esta estación efectúa parada el Regional de la serie 596 de Renfe que une Zaragoza con Teruel (un trayecto por sentido) y un MD de la serie S-599 que une Zaragoza con Valencia (un trayecto por sentido).
| Línea MD | Trenes   | Origen/Destino                        |  | Destino/Origen |
| -------- | -------- | ------------------------------------- |  | -------------- |
| 49       | MD       | Zaragoza-Delicias Zaragoza-Miraflores |  | Valencia-Norte |
| 49       | Regional | Zaragoza-Miraflores                   |  | Teruel         |